# Manuel Ivo Cruz (filho)
Manuel Ivo Soares Cardoso Cruz (Lisboa, 18 de maio de 1935 — Porto, 25 de dezembro de 2010) foi um maestro e compositor, antigo diretor da orquestra do Teatro Nacional de São Carlos, de Lisboa. Também se destacou como docente e como investigador na área da musicologia histórica portuguesa. Era filho do maestro Manuel Ivo Cruz.

## Biografia
Nasceu em Lisboa, filho do compositor e professor de música Manuel Ivo Cruz (1901-1985) e de Maria Adelaide Burnay Soares Cardoso. Realizou os seus estudos primários e secundários em Lisboa, ingressando seguidamente na Faculdade de Letras da Universidade de Lisboa, onde se licenciou em Ciências Histórico-Filosóficas. Entretanto, estudou composição, dirigindo em 1954 o seu primeiro concerto, ao tempo ainda sendo estudante de letras.
Terminados os seus estudos em Lisboa, foi bolseiro da Fundação Calouste Gulbenkian na frequência do curso de direção de orquestra do Universität Mozarteum da Universidade de Salzburgo (Universität Salzburg), Áustria, cujo curso concluiu com distinção.
Terminados os seus estudos foi nomeado diretor musical da Orquestra Filarmónica de Lisboa e passou a dirigir diversos programas de divulgação musical, com destaque para os transmitidos na Radiotelevisão Portuguesa (RTP) e na Emissora Nacional, com cuja orquestra sinfónica passou a colaborar regularmente.
Dedicou-se à música operática, tenso participado na realização de diversas temporadas no Teatro da Trindade e no Teatro Nacional de São Carlos, ambos em Lisboa, da Ópera de Câmara do Real Teatro de Queluz e ainda no Círculo Portuense de Ópera, de que foi presidente e diretor artístico. Como maestro convidado participou ainda em diversos concertos e óperas realizados em diversos países, entre os quais Alemanha, Espanha, Brasil, Estados Unidos da América, Rússia e Venezuela. 
Também se dedicou à investigação e ao ensino, criando cursos, nos quais lecionou, entre os quais os Cursos Internacionais da Costa do Estoril, e realizando inúmeras conferências e colóquios. Também lecionou no Conservatório Superior de Música de Gaia. No campo da investigação dedicou-se à musicologia histórica, estudando as raízes da música portuguesa, da qual recolheu um apreciável repertório. Para divulgar esse acervo, publicou diversas coletâneas nalgumas das mais reputadas editoras portuguesas e internacionais. Em Junho de 2009, fez a doação do seu espólio musicial à Universidade Católica Portuguesa ()
No ano de 1969 foi distinguido com o Prémio Moreira e Sá, concedido pelo Orfeão Portuense. Mais tarde foi premiado por diversas instituições e agraciado com o título de Oficial de Mérito Cultural e Artístico da França e coma Ordem do Rio Branco, do Brasil. Em Portugal, foi agraciado com o grau de Grande-Oficial da Ordem do Infante D. Henrique a 12 de março de 1993. Foi ainda eleito membro de diversas instituições académicas dedicadas à música e à cultura, entre as quais a Academia Brasil-Europa de Ciência da Cultura e da Ciência, o Instituto de Estudos Culturais do Mundo de Língua Portuguesa e a Sociedade Brasileira de Musicologia.
Ao comemorar o cinquentenário da sua carreira artística, em 2004, foi agraciado pela Câmara Municipal do Porto com o grau ouro da Medalha Municipal de Mérito daquela cidade.
Foi deputado municipal na Assembleia Municipal de Lisboa (1990-1993), eleito nas listas do Partido Popular Monárquico.
Faleceu de septicemia aos 75 anos no Hospital de Santo António no Porto, a 25 de dezembro de 2010.